# Justicia brasiliana
Justicia brasiliana es una especie de planta floral del género Justicia, familia Acanthaceae.
Es nativa del Noreste de Argentina, Brasil, Birmania, Paraguay y Uruguay.

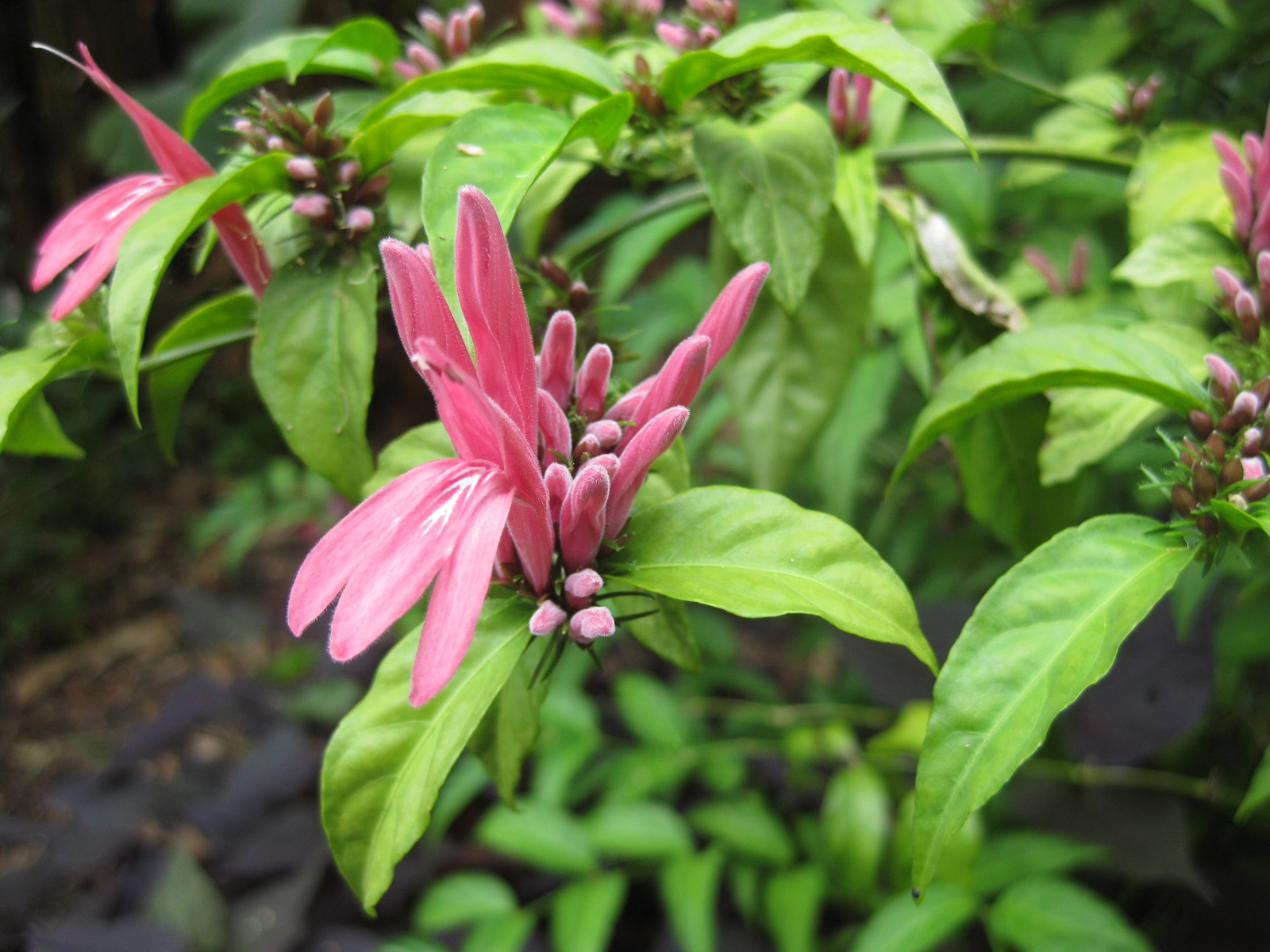
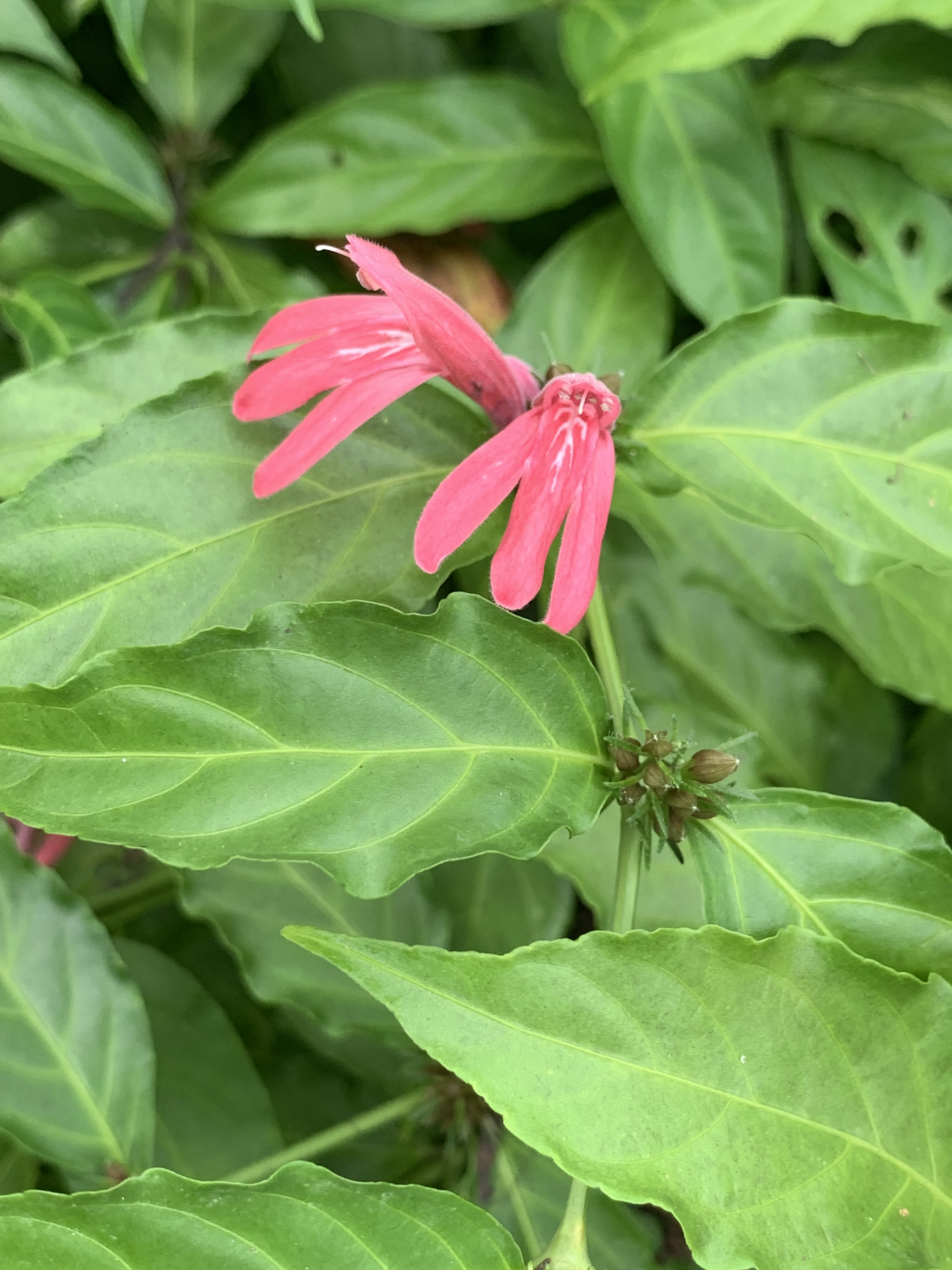
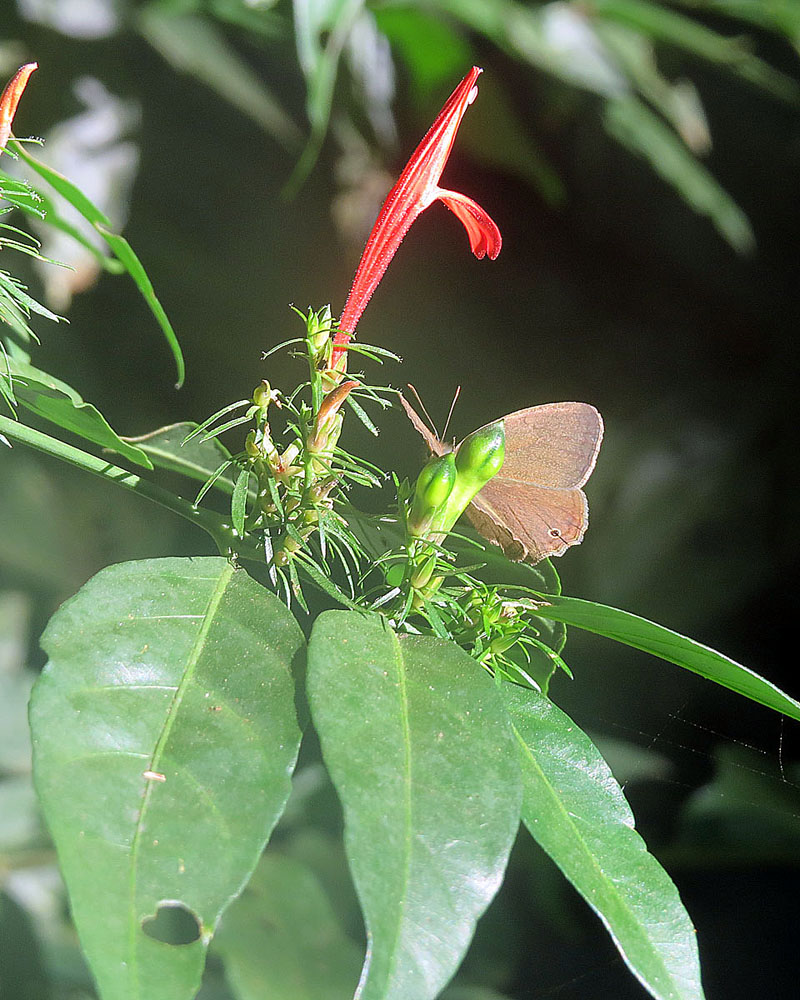
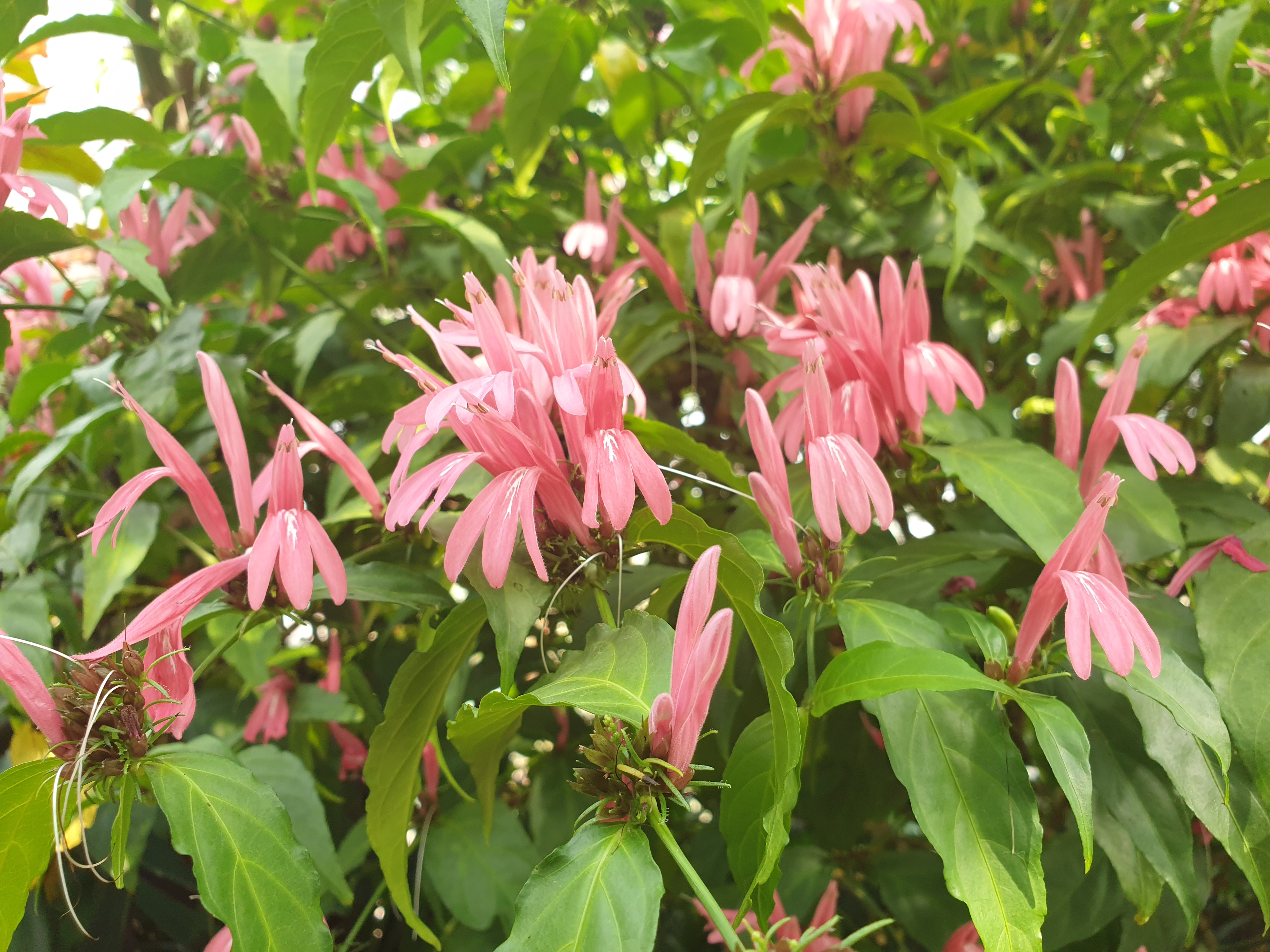